# عبد الناصر الحكيم
عبد الناصر إل حكيم (بالهولندية: Abdul Nasser El Hakim) هو سياسي هولندي، ولد في 1 نوفمبر 1960 في بيروت في لبنان. نشط حزبياً في Movement for the Future of Curaçao ‏.